# Borsodgeszt
Borsodgeszt je vas na Madžarskem, ki upravno spada podregijo Mezőkövesdi Županije Borsod-Abaúj-Zemplén.